# Hesperoconopa anthracina
Hesperoconopa anthracina là một loài ruồi trong họ Limoniidae. Chúng phân bố ở miền Tân bắc.